# Radosław Witkowski
Radosław Witkowski (ur. 4 czerwca 1974 w Radomiu) – polski polityk i samorządowiec, poseł na Sejm VI i VII kadencji (2007–2014), od 2014 prezydent Radomia.

## Życiorys
W latach 1981–1989 uczęszczał do szkoły podstawowej nr 6 w Radomiu, a w 1993 ukończył VI Liceum Ogólnokształcące im. Jana Kochanowskiego w Radomiu w klasie o profilu humanistycznym. Z wykształcenia magister resocjalizacji, w 1998 ukończył studia na Uniwersytecie Jagiellońskim. Prowadził prywatne przedsiębiorstwo. Z ramienia Platformy Obywatelskiej w 2005 bez powodzenia kandydował do Sejmu, a w 2006 został wybrany na radnego radomskiej rady miejskiej, otrzymując 529 głosów.
W wyborach parlamentarnych w 2007 uzyskał mandat poselski z listy PO. Kandydując w okręgu radomskim, otrzymał 8229 głosów. W wyborach w 2011 z powodzeniem ubiegał się o reelekcję, dostał 7285 głosów. W Sejmie zasiadał w Komisjach Samorządu Terytorialnego i Polityki Regionalnej, Finansów Publicznych oraz Komisji do Spraw Unii Europejskiej.
W 2014 wystartował na urząd prezydenta Radomia z ramienia PO. W drugiej turze głosowania pokonał ubiegającego się o reelekcję Andrzeja Kosztowniaka z PiS, otrzymując 52,01% głosów. W związku z objęciem funkcji prezydenta miasta wygasł jego mandat poselski. W 2015 wybrany na członka komisji rewizyjnej Związku Miast Polskich. W czerwcu 2017 wojewoda mazowiecki wydał zarządzenie zastępcze o wygaszeniu jego mandatu, podstawą było ustalenie, że polityk w 2015 przez kilka miesięcy był członkiem rady nadzorczej Świętokrzyskiego Rynku Hurtowego (spółki z mniejszościowym udziałem Skarbu Państwa). We wrześniu 2018 Wojewódzki Sąd Administracyjny przy ponownym rozpoznaniu sprawy w pierwszej instancji nie uwzględnił skargi prezydenta Radomia na tę decyzję.
W wyborach w 2018 ponownie ubiegał się o prezydenturę Radomia z ramienia swojego komitetu wyborczego (z poparciem m.in. Koalicji Obywatelskiej, SLD oraz Partii Zieloni), pokonując w drugiej turze głosowania Wojciecha Skurkiewicza z wynikiem 53,83% głosów. W 2024 został wybrany na trzecią kadencję. Startował z własnego komitetu wyborczego, w drugiej turze wygrał z Arturem Standowiczem z wynikiem 54,58% głosów.